# Regente (La casa del dragón)
«Regent» (en español, «Regente») es el quinto episodio de la segunda temporada de la serie de televisión de drama y fantasía La casa del dragón, una precuela de Game of Thrones. El episodio fue escrito por Ti Mikkel y dirigido por Clare Kilner. Se emitió por primera vez en HBO y Max el 14 de julio de 2024.
En el episodio, Aegon Targaryen regresa a Desembarco del Rey gravemente herido tras la batalla de Reposo del Grajo, lo que lo incapacita para seguir gobernando como rey. El Consejo Verde se reúne para decidir quién servirá como regente durante su recuperación, su madre Alicent Hightower o su hermano Aemond Targaryen. Mientras tanto, Jacaerys Velaryon viaja a los Gemelos para buscar la lealtad de la Casa Frey. Rhaenyra Targaryen nombra a Corlys Velaryon como su Mano del Rey, mientras que Daemon Targaryen intenta ganarse el apoyo de la Casa Bracken.
En HBO (Estados Unidos), «Regente» obtuvo una audiencia de 1,2 millones de espectadores durante su noche de estreno. El episodio recibió reseñas generalmente positivas, con los críticos elogiando la dirección, la escritura, el desarrollo de los personajes, las interpretaciones del elenco (en especial las de Olivia Cooke, Emma D'Arcy, Matt Smith y Ewan Mitchell), las escenas de Daemon en Harrenhal, las escenas de los plebeyos en Desembarco del Rey y la escena final entre Rhaenyra y Jacaerys.

## Trama

### En Desembarco del Rey
Criston Cole pasea la cabeza decapitada de Meleys por la ciudad, aunque le desconcierta que la plebe, casi hambrienta debido al bloqueo marítimo, lo considere un mal presagio y no celebre la victoria.
Aegon Targaryen ha sobrevivido, pero está en coma y gravemente herido, mientras que no se espera que Fuegosol sobreviva. Criston no le cuenta a Alicent Hightower qué papel jugó Aemond Targaryen en la batalla. Alicent se propone a sí misma como regente, citando su experiencia, pero el Consejo elige en su lugar a Aemond, principalmente debido a su sexo, diciendo que la elección demuestra fortaleza.
Aemond ordena que se cierren las puertas de la ciudad justo cuando masas de ciudadanos, entre ellos el herrero Hugh Hammer y su familia, intentan huir. Más tarde, Helaena Targaryen se enfrenta a Aemond frente al Trono de Hierro, preguntándole si valió la pena el precio.
Alicent se sienta junto a la cama de Aegon, pero se marcha justo antes de que despierte y la llame débilmente.

### En Harrenhal y las Tierras de los Ríos
Daemon Targaryen sueña que tiene relaciones incestuosas con su madre, quien lo llama su hijo predilecto. Participa en la restauración del castillo y exige que se le llame «Rey». Le dice a Alys Rivers que pretende reclamar el Trono de Hierro con Rhaenyra Targaryen a su lado una vez ganada la guerra.
Daemon y Willem Blackwood intentan ganarse el apoyo de la Casa Bracken, pero ésta se niega a ceder, incluso bajo la amenaza del fuego de dragón Caraxes. Daemon ordena entonces a los Blackwood que tomen Stone Hedge, la fortaleza de los Bracken. Alys le dice a Daemon que oye sufrimiento en el viento; él oye ruidos similares. Después de que los Blackwood hayan saqueado y devastado las tierras de los Bracken mientras exhibían estandartes Targaryen, una delegación de Señores de los Ríos llega a Harrenhal y denuncia a Daemon como un tirano.

### En el Nido de Águilas
Jeyne Arryn está disgustada por no haber recibido un dragón adulto para proteger el Valle de Arryn a cambio de dar cobijo a los hijos menores de Rhaenyra. Rhaena Targaryen intenta calmar la situación señalando que Jeyne recibió dos dragones jóvenes en lugar de uno solo y que éstos crecerán. Jeyne dice que los dragones tardarán demasiado en madurar. Rhaena también se siente frustrada por no tener su propio dragón y por no poder participar en la guerra.

### En los Gemelos
Sin el consentimiento de Rhaenyra, Jacaerys Velaryon se reúne con Forrest Frey y su esposa, Sabitha Frey, que controlan el cruce del río Tridente entre el norte y el sur. Prometiéndoles el señorío sobre Harrenhal, Jacaerys obtiene su lealtad para permitir que las tropas del Norte marchen hacia el sur.

### En Marcaderiva
Rhaenyra envía a Baela Targaryen a pedirle a Corlys Velaryon que sea su Mano del Rey. Baela le entrega el sigilo, pero él, de luto por Rhaenys Targaryen, al principio se niega; pero Baela lo convence para que acepte. A su vez, él quiere hacerla su heredera, aunque ella se niega, diciendo que es una Targaryen y que Marcaderiva necesita un Velaryon.

### En Rocadragón
Rhaenyra admite que no está preparada para la guerra, pero señala que el Consejo, formado exclusivamente por hombres, es igualmente inexperto debido a que los reyes anteriores, Jaehaerys I y Viserys I, tuvieron reinados pacíficos durante mucho tiempo. Siguiendo el consejo de Mysaria, Rhaenyra envía a su doncella Elinda Massey a Desembarco del Rey como espía. También envía a un miembro del Consejo, Alfred Broome, a Harrenhal para consultar con Daemon.
Aunque al principio se siente frustrada por su desobediencia, Rhaenyra elogia a Jacaerys por su éxito en los Gemelos. Hablan de que su única esperanza contra Vhagar son los dragones grandes, Vermithor y Ala de Plata, ambos sin jinetes. Jacaerys sugiere que se pueden encontrar jinetes de dragones potenciales en otras casas nobles debido a que ancestros Targaryen se casaron con ellos. A Rhaenyra le preocupa que la línea de sangre valyria se haya diluido demasiado a lo largo de muchas generaciones, pero deciden buscar en los registros genealógicos de Rocadragón.

## Producción

### Escritura y filmación
«Regente» fue escrito por Ti Mikkel, siendo su primer crédito de escritor en la serie. El título del episodio hace referencia a la posición de regente debatida por el Consejo Verde para cubrir la vacante en el Trono de Hierro resultante de la incapacidad de Aegon Targaryen para gobernar debido a su grave lesión en la batalla de Reposo del Grajo.
«Regente» fue dirigido por Clare Kilner y supone su quinto crédito como directora de la serie, tras «El rey del mar Estrecho», «Iluminamos el camino», «El consejo verde» y «Rhaenyra la Cruel».

### Casting
En los créditos principales del episodio se encuentran Matt Smith, Emma D'Arcy, Olivia Cooke, Steve Toussaint, Fabien Frankel, Matthew Needham, Sonoya Mizuno, Tom Glynn-Carney, Ewan Mitchell, Phia Saban, Harry Collett, Bethany Antonia, Phoebe Campbell, Jefferson Hall, Freddie Fox, Gayle Rankin, Kurt Egyiawan, Kieran Bew, Ellora Torchia y Simon Russell Beale. Nanna Blondell volvió a hacer una breve aparición, tras el episodio anterior, para retomar su papel de Laena Velaryon, la segunda esposa de Daemon.
También introdujo a varios nuevos miembros del elenco, incluyendo a Amanda Collin como Jeyne Arryn, la Señora del Nido de Águilas y cabeza de la Casa Arryn; Kenneth Collard como Forrest Frey, el Señor del Cruce y cabeza de la Casa Frey; y Sarah Woodward como su esposa Sabitha Frey. Además, Emeline Lambert hizo una breve aparición en la secuencia del sueño de Daemon como su madre y la de Viserys I, la princesa Alyssa Targaryen.

## Recepción

### Audiencias
En Estados Unidos, «Regente» fue visto por unos 1,2 millones de espectadores durante su primera emisión en HBO el 14 de julio de 2024. Esto supuso un descenso del 0,6% respecto al episodio anterior.

### Recepción crítica
El episodio recibió valoraciones generalmente positivas. En el agregador de reseñas Rotten Tomatoes, tiene un índice de aprobación del 88% basado en 17 reseñas, con una calificación media de 6,7/10.
Alec Bojalad, de Den of Geek, otorgó al episodio una puntuación perfecta de 5 estrellas de 5, comentando que el episodio «demuestra que los momentos más tranquilos de La casa del dragón son a menudo tan poderosos como la destrucción dracónica. [...] Aunque no presenta nada del mismo nivel cinético que la batalla de Reposo del Grajo, sigue siendo una de las horas narrativamente más ajustadas y temáticamente más coherentes de la serie hasta el momento». Recibió 4 estrellas de 5 por parte de Amanda Whiting, de Vulture, y Jonathon Wilson, de Ready Steady Cut; 3,5 estrellas de 5 por parte de James Hunt, de Screen Rant; 3,15 estrellas de 5 por parte de Haley Whitmire White de, TV Fanatic; y 3 estrellas de 5 por parte de Fay Watson, de GamesRadar+. Wilson resumió su crítica diciendo: «[La serie] se asienta después de un episodio salvaje, mientras que "Regente" trabaja a través de las consecuencias de la batalla de Reposo del Grajo». Hunt comentó: «Esta fue otra entrega intrigante de la serie, con un montón de desarrollo de personajes dentro». Watson escribió: «En general, [el episodio] tiene sus momentos, pero demasiado a menudo es repetitivo y lento como para estar a la altura de lo que hemos tenido hasta ahora».
Helen O'Hara, de IGN, lo puntuó con un 8 de 10, afirmando que «es otro episodio de trama y espera de La casa del dragón. [...] Aún así, hay un cierto impulso hacia adelante y una sensación de que se está ajustando con los acontecimientos». Kayleigh Dray, de The A.V. Club, lo calificó con un «notable» y dijo: «En general, [el episodio] es sólido, pero algo anticlimático tras la gran secuencia de batalla de la semana pasada». Proma Khosla, de IndieWire, le dio una «C», diciendo que el episodio «apesta a requisito después de la gran secuencia de batalla de la semana pasada». En su crítica para Forbes, Erik Kain escribió: «Lo que La casa del dragón hace muy, muy bien es, de alguna manera, meter esta cantidad insana de historia en un solo episodio, saltando de un personaje o grupo de personajes a otro, sin esfuerzo. Hay mucho que asimilar, pero nunca es difícil de entender o seguir. No ha sido un episodio lleno de acción como el de la semana pasada, pero han ocurrido muchas cosas importantes mientras los Verdes y los Negros abandonaban Reposo del Grajo lamiéndose las heridas y preparándose para lo que venga».
Las interpretaciones del elenco recibieron grandes elogios de la crítica, en particular las de Cooke, D'Arcy, Smith y Mitchell. Hunt calificó la actuación de Smith de «soberbia», mientras que White describió la de D'Arcy como «estelar» y añadió: «Demostraron una vez más que pueden representar impecablemente una amplia gama de emociones y conceptos. En una hora, abarcaron dolor, ira, frustración y gracia». Watson elogió a Cooke por manejar con maestría la frustración, la desesperación y la rabia de su personaje, mientras que Kain alabó la presencia que Mitchell aporta al papel de Aemond.
Varios críticos destacaron la escena final, el paralelismo entre Rhaenyra y Alicent en la lucha por mantener su voz en sus respectivos pequeños consejos, las escenas de los plebeyos en Desembarco del Rey y el desarrollo de los personajes de Aemond y Jacaerys como lo más destacado del episodio. Otros aspectos alabados por la crítica fueron la dirección de Kilner, la escritura de Mikkel, el maquillaje protésico y los efectos especiales, así como las escenas de Harrenhal, que un crítico consideró como la trama más destacada. Sin embargo, la falta de tiempo en pantalla para que Corlys retratara su dolor por la pérdida de Rhaenys recibió críticas.